# ガディマイ祭り
ガディマイ祭り（ネパール語: गढ़िमाई पर्व、 英: Gadhimai festival）は、ネパールで5年に1度、ヒンドゥー教の一派であるガディマイ寺院で行われている祭りである。

## 概要
祭りが行われるのはネパール南部の辺境の村バリヤルプルで、首都カトマンズから南へ約160km、インドとネパールの国境近くのカライヤ市から東へ約7kmの距離にあるバラ郡にある寺院。主にマデシ族によって執り行われ、ヒンドゥー教の力のデーヴィー（女神）であるガディマイを喜ばせるために、スイギュウ、豚、ヤギ、鶏、鳩などの家畜をナタなどで斬首し生け贄とする。また、動物の他にココナッツ、お菓子、赤い色の服なども捧げられる。
この祭りは、世界最大の動物を犠牲にするイベントとしても知られており、2009年のガディマイ祭では、20万から50万頭の動物が犠牲になったと推定されている。

## 歴史
一説によると260年ほど昔に、地元の領主が刑務所に収監された際に、「神に生贄を捧げれば全ての問題が解決される」と考えたことに端を発する（ヒンドゥー教自体の歴史と比べ）比較的に新しい祭りであり、ヒンドゥー教の伝統的儀式とは異なるものとされる。

### 2009年のガディマイ祭り
祭りには毎回、インドやネパールから何百万人もの信者が巡礼者となり生贄を連れて訪れる。参加者は、ヒンドゥー教の女神ガディマイに動物を生け贄として捧げることで、邪悪なものを取り除き、繁栄をもたらすことができると信じている。
祭りは2009年11月の第1週に始まり、12月の第1週まで続いた（Makar Sankrantiまで）。生け贄となった動物は、白いネズミ、ハト、雄鶏、アヒル、豚、雄の水牛など。初日だけで2万頭以上の水牛が犠牲になり、祭り期間中に殺された動物の総数は、25万頭以上にのぼると言われている。
儀式が行われたのは寺院の近くにあるサッカー場ほどの屠殺場で、檻の中では殺処理係約200人の男たちによって生きたまま首を切られたり斬首されたりといった儀式的な殺戮が行われた。
インド・ビハール州議会議員のサロジ・ヤダブによると、屠殺された動物は信者が自分の村に持ち帰り、宴会で食べるという。「その肉は祝福されたものとみなされ、それを食べることで邪悪なものから身を守ることができると信じられています」。また食した以外の肉や皮などは、インドやネパールの企業に売却されている。
ガディマイ寺院の近くの町や首都カトマンズでは、動物愛護団体による大規模なデモが行われた。アニマルズ・ネパール・グループのプラマダ・シャーは、「今年は動物の生け贄を止めることができませんでしたが、この祭りでの殺戮を止めるためのキャンペーンを続けていきます」と語った。

### 国内外の批判
近年、国際的に激しい反対運動が巻き起こっており、この祭りは動物愛護団体や丘陵地帯のネパール人のヒンドゥー教徒から何度も抗議を受けている。また、女優のブリジット・バルドーやインドの女性・児童育成大臣メーンカー・ガーンディーなどの著名人もネパール政府に殺戮の中止を求める手紙を出すなど、何度もこの儀式の中止を試みている。
しかし祭りの主催者は「これは何世紀も前からの伝統だ」と主張し屠殺を止めることを拒否している。ネパール政府関係者も「マデシの何世紀にもわたる伝統に干渉するつもりはない」とコメントしている。またネパール政府は祭りを資金面で支援しており、その姿勢も疑問視されている。
ラム・バハドゥール・バムジョンは、一部の支持者から仏陀の生まれ変わりと言われているが、彼はこの祭りでの犠牲を止めるために、非暴力を説き、その場所で祝福を与えると言った。これを受け、政府は事件を未然に防ぐために追加の部隊を派遣した。

### 動物の生贄禁止への動き
2014年10月、People for Animals Uttarakhandの理事で、世界最大級の動物保護団体ヒューメイン・ソサエティー・インターナショナル(HSI)のコンサルタントでもあるGauri Maulekhiは、この祭りで殺される動物をインドからネパールへ輸送することに反対する嘆願書を提出した。これを受けインド最高裁判所は、ガディマイでの生け贄のために動物が国境を越えて違法に輸送されるのを防ぐよう、インド政府に指示する暫定命令を下した。また動物保護団体などに対し、裁判所命令が確実に履行されるようにするための行動計画を策定するよう求めた。
動物愛護運動家たちはこの裁判所の決定を称賛しており、ネパールでの動物の虐殺を禁止させるために圧力をかけ続けていくという。動物ネパール福祉ネットワークのマノジ・ガウタム会長は、「私たちの目標は、動物を宗教的ないけにえに用いるのを完全に止めさせることだ。インドでの輸出禁止措置はかなりの効果があったが、ネパール政府にこの野蛮な儀式を止めさせる必要がある」と語っている。
2014年、インド内務省は、ガディマイ寺院に隣接するビハール州とウッタル・プラデーシュ州に、祭りのためにネパールに動物を連れて行かないように監視するよう指示した。
HSIインド代表のNG Jayasimhaは、禁止事項が遵守されていることを確認するためにネパールを訪れ、ザ・タイムズ・オブ・インディア紙のインタビューでは、「ガディマイで不当な斬首刑に処せられている何十万もの罪のない動物たちのために、ネパールの政治家たちと話ができたことをとても嬉しく思います」。また、「ガディマイ寺院と、地元の判事とも直接話をしました。そうすることで、慈悲を求める圧倒的な声を確信することができます。私たちは、彼らがこの不必要な流血を止めるために行動してくれることを切に願っています」と語った。
2014年11月下旬、ガディマイ祭りが行われたが、今回は隣国インドが動物の輸出を規制したため、生贄の数が前回の約30万頭から約20万頭へと大幅に減ったとされる。
2015年7月28日、この祭りはHSIインドによって「禁止」されたが、この決定に法的効力はない。
ネパールの寺院側は2015年7月に、今後行われるガディマイ祭りにおける動物の生け贄をすべて中止すると発表した。
寺院側やインド最高裁判所が動物を生贄にするのをやめさせるよう命じたことから、数世紀にわたって続いた習わしが終わりを迎えるとの期待が高まった。

### その後のガディマイ祭り
だが祭りは2019年にも行われ、ヤギ、ネズミ、鶏、豚、ハトなどが生け贄になった。犠牲になった動物の数は前回の祭りよりも少なかったと報告されている。祭りの主催組織の一人は取材に対し、「私たちはこれを支持しないようにしていたが、人々はこの習わしに信仰を抱いており、ささげ物と一緒にここへやって来た」と話した。
インドの国境警備当局やボランティアは祭り期間中、許可を持たない業者や信者が国境を越えて輸送しようとしていた生贄用の動物を押収したものの、完全に移送を阻止することはできなかった。動物愛護活動家らは、政府当局も寺院側も以前決められた規則を履行できていなかったと指摘した。